# Félix González-Torres
Félix González-Torres (Guáimaro, 26 de novembre de 1957 - Miami, 9 de gener de 1996) va ser un artista visual estatunidenc-cubà. González-Torres va ser conegut per les seves instal·lacions i escultures mínimes en les quals utilitzava materials com bombetes, rellotges, piles de paper o dolços empaquetats. El 1987 es va incorporar al Grup Material, un grup d'artistes amb seu a Nova York que tenien la intenció de treballar de manera col·laborativa, adherint-se als principis d'activisme cultural i educació comunitària.
El 1957 ell i la seva germana Gloria van ser enviats a Madrid, on es van quedar en un orfenat fins a establir-se a Puerto Rico amb familiars seus el mateix any. González-Torres es va graduar al Colegio San Jorge el 1976 i va començar els seus estudis d'art a la Universitat de Puerto Rico mentre participava activament en l'escena artística local. Es va traslladar a la ciutat de Nova York el 1979 amb una beca d'estudis. L'any següent va participar en el Whitney Independent Study Program on va ser influït per la seva introducció a la teoria crítica. Va assistir al programa per segona vegada el 1983, any en què va rebre un Bachelor of Fine Arts en fotografia a càrrec de l'Institut Pratt.
El 1986 González-Torres va viatjar a Europa i va estudiar a Venècia. El 1987 va rebre el títol de Master of Fine Arts per part del Centre Internacional de Fotografia i de la Universitat de Nova York. Posteriorment, va ser professor de la mateixa Universitat de Nova York i breument a l'Institut de les Arts de Califòrnia a Valencia (Califòrnia). El 1992 González-Torres va rebre una beca del DAAD per treballar a Berlín i l'any següent, una beca de la National Endowment for the Arts. González-Torres va morir a Miami el 1996 a causa de la sida.
La peça Untitled (1992) de González-Torres, retratat de Marcel Brient, es va vendre a Phillips de Pury & Company per un valor de 4,6 milions de dòlars el 2010, un rècord per a l'artista en una subhasta.